# Mbengwi
Mbengwi – miasto w Kamerunie, w Regionie Północno-Zachodnim, stolica departamentu Momo. Liczy około 10,1 tys. mieszkańców.